# Jean-Yves Gateaud
Jean-Yves Gateaud, né le 17 décembre 1949 à Oulches (Indre) et mort le 19 novembre 2009 à Paris 5e, est un homme politique français.

## Biographie
Fils d'un agent de la SNCF et d'une garde-barrière, ancien boursier de l'Éducation nationale, Jean-Yves Gateaud devient élève-professeur (IPES) avant d'être reçu à l'agrégation de géographie. Nommé au lycée de Châteauroux, il est élu secrétaire fédéral du Parti Socialiste en 1981. Élu conseiller municipal de Châteauroux en 1983 sur la liste du socialiste Jacques Massonneau, il siège dans l'opposition à Daniel Bernardet.
Député de la Première circonscription de l'Indre (1988-1993 et 1997-2002) et maire de Châteauroux (1989-2001), conseiller municipal d'opposition après 2001, il est suppléant de Michel Sapin aux législatives de 2007. Il se retire de la compétition politique après son échec aux municipales de 2008. Il meurt d'un cancer en novembre 2009 à l'Hôpital Institut Curie à Paris.

## Détail des fonctions et des mandats
Mandats locaux
- mars 1983 - mars 1989 : Conseiller municipal de Châteauroux
- mars 1989 - mars 2001 : Maire de Châteauroux
- mars 2001 - mars 2008 : Conseiller municipal de Châteauroux
- mars 1994 - juin 1997 : Conseiller général de l’Indre élu dans le canton de Châteauroux-Sud

Mandats parlementaires
- 12 juin 1988 - 1er avril 1993 : Député de la 1re circonscription de l'Indre[2]
- 1er juin 1997 - 18 juin 2002 : Député de la 1re circonscription de l'Indre[3]